# شفیع‌آباد (قزوین)
شفیع‌آباد کوهپایه (قزوین)، روستایی از توابع بخش مرکزی شهرستان قزوین در استان قزوین ایران است

## جمعیت
این روستا در دهستان اقبال غربی قرار دارد و بر اساس سرشماری مرکز آمار ایران در سال ۱۴۰۱ جمعیت آن ۵۰۰ نفر بوده‌است.